# Antyfanes
Antyfanes (stgr. Ἀντιφάνης Antiphanes; ur. między 408 a 404 p.n.e., zm. między 334 a 330 p.n.e.) – komediopisarz grecki, osiadły w Atenach około 380 p.n.e.. Był przedstawicielem średniej komedii attyckiej. Jego dzieła były poświęcone życiu rodzinnemu oraz życiu zamożnych Ateńczyków. Był również autorem trawestacji mitów. Napisał ok. 280 lub nawet 365 komedii, z których zachowały się tylko fragmenty oraz niektóre tytuły (np. Busiris, Ganimedes, Narodziny Afrodyty). 